# Guerlain Chicherit
Guerlain Chicherit (Parigi, 20 maggio 1978) è un ex sciatore e pilota automobilistico francese, specializzato nei rally raid, vincitore di una Coppa del mondo rally raid (2009). Compete anche nel rallycross.

## Biografia
Ex sciatore di freeride, in questa disciplina degli sport invernali è stato quattro volte campione del mondo (1999, 2002, 2006 e 2007), in seguito passato, come già il collega Luc Alphand, ai rally raid, è oggi pilota ufficiale del team tedesco X-Raid.

## Palmarès
2006
- 9º al Rally Dakar

2009
- 9º al Rally Dakar

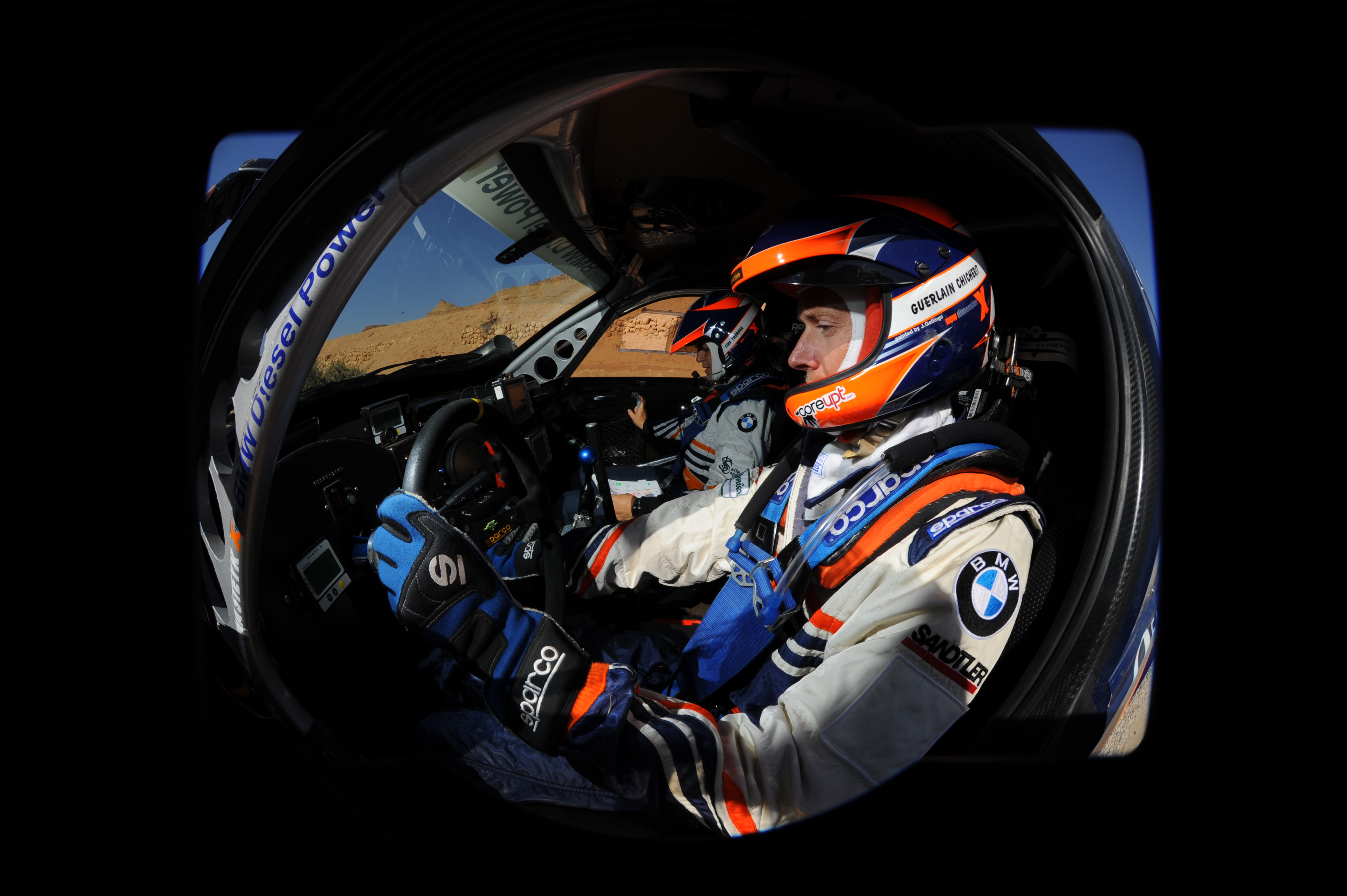
Chicherit nel 2009

- in Coppa del mondo rally raid
- all'Abu Dhabi Desert Challenge
- al Rally Transibérico

2010
- 5º al Rally Dakar

2011
- Ritirato al Rally Dakar

2013
- 8° al Rally Dakar

2014
- Ritirato al Rally Dakar

2015
- 45° al Rally Dakar

2016
- Ritirato al Rally Dakar

2022
- Ritirato al Rally Dakar

2023
- 10° al Rally Dakar

2024
- 4° al Rally Dakar
- Ritirato all'Abu Dhabi Desert Challenge
- Ritirato al BP Ultimate Rally-Raid

2025
- Ritirato al Rally Dakar

## Risultati

### WRC
| 2004 | Scuderia | Vettura                             |     |    |  |  |  |     |    |  |     |     |  |     |     |     |     |  | Punti | Pos. |
| ---- | -------- | ----------------------------------- | --- | -- |  |  |  | --- | -- |  | --- | --- |  | --- | --- | --- | --- |  | ----- | ---- |
| 2004 |          | Citroën Saxo S1600 Citroën Saxo VTS | Rit | 45 |  |  |  | Rit | 14 |  | Rit | Rit |  | Rit | Rit | Rit | Rit |  | 0     |      |

| Legenda | 1º posto | 2º posto | 3º posto | A punti | Senza punti | Ritirato | Squalificato | NP=Non partito C=Gara cancellata | Apice=Power stage |

### Junior WRC
| 2004 | Scuderia | Vettura            |     |  |  |  |  |     |   |  |     |  |  |     |     |  |     |  | Punti | Pos. |
| ---- | -------- | ------------------ | --- |  |  |  |  | --- | - |  | --- |  |  | --- | --- |  | --- |  | ----- | ---- |
| 2004 |          | Citroën Saxo S1600 | Rit |  |  |  |  | Rit | 4 |  | Rit |  |  | Rit | Rit |  | Rit |  | 5     | 12º  |

| Legenda | 1º posto | 2º posto | 3º posto | A punti | Senza punti | Ritirato | Squalificato | NP=Non partito C=Gara cancellata | Apice=Power stage |

### W2RC
| Anno | Scuderia             | Vettura                    | 1       | 2       | 3       | 4   | 5   | Pos. | Punti |
| ---- | -------------------- | -------------------------- | ------- | ------- | ------- | --- | --- | ---- | ----- |
| 2022 | GCK Motorsport       | GCK Thunder                | DAK     | ABU     | MAR 1   | AND |     | 6°   | 48    |
| 2023 | GCK Motorsport       | Prodrive Hunter T1+        | DAK 732 | ABU     | SON 216 | DES | MAR | 9°   | 55    |
| 2024 | Overdrive Racing     | Toyota Hilux Overdrive Evo | DAK 326 | ABU Rit | ULT Rit | DES | MAR | 7°   | 69    |
| 2025 | X-raid Mini JCW Team | Mini JCW Rally 3.0i        | DAK Rit | ABU     | SUD     | ULT | MAR |      | 0     |